# Istogramma del colore
Nella processazione di immagini e in fotografia, l'istogramma del colore è una rappresentazione della distribuzione dei colori in un'immagine.
Per un'immagine digitale, l'istogramma del colore rappresenti il numero di pixel che ha i colori in ognuno di una lista fissata di un intervallo di colori, che attraversa lo spazio colore dell'immagine, la serie di tutti i colori possibili.
L'istogramma del colore può essere costruito per ogni tipo di spazio colore, sebbene il termine è più spesso usato per spazi tridimensionali come lo spazio RGB o HSV.
Per le immagini monocromatiche, si usa il termine istogramma d'intensità.
Per immagini multi-spettrali, dove ogni pixel rappresenta un numero arbitrario di misure (per esempio oltre le 3 misure di RGB) l'istogramma del colore è N-dimensionale, con N il numero delle misure da prendere.
Ogni misura ha il suo proprio intervallo di lunghezza d'onda dello spettro di luce, alcuni di queste può essere al di fuori dello spettro visibile.
|      |         | red     |         |    |    |
| 0-63 | 64-127  | 128-191 | 192-255 |    |    |
| blue | 0-63    | 43      | 78      | 18 | 0  |
| blue | 64-127  | 45      | 67      | 33 | 2  |
| blue | 128-191 | 127     | 58      | 25 | 8  |
| blue | 192-255 | 140     | 47      | 47 | 13 |